# Hoya moninae
Hoya moninae är en oleanderväxtart som beskrevs av Kloppenb. och Cajano. Hoya moninae ingår i släktet Hoya och familjen oleanderväxter. Inga underarter finns listade i Catalogue of Life.